# Corseul
Corseul è un comune francese di 2 101 abitanti situato nel dipartimento delle Côtes-d'Armor nella regione della Bretagna.

## Storia
Corseul - in latino Fanum Martis ("tempio di Marte") - era la capitale gallo-romana delle Coriosoliti, fondata intorno al 10 a.C. Nel III e IV secolo, come molte delle capitali regionali, Fanum Martis cambia il suo nome e prende quello del popolo di cui è capitale. Queste mutazioni toponimiche intervengono in un'epoca in cui la solidità dell'impero romano stava crollando. Si osserva allora, tra gli altri elementi significativi, una rinascita delle antiche divinità galliche locali nelle sculture religiose e le iscrizioni dedicatori. Il cambio dei nomi delle città sottolinea senza dubbio un fenomeno dello stesso ordine, legato a un risorgimento degli antichi sentimenti di appartenenza etnica delle tribù galliche.

## Società

### Evoluzione demografica
Abitanti censiti